# P.O.D. (demo tape)
P.O.D. é uma demo da banda P.O.D., lançado em 1992, dando a conhecer às pessoas o som tocado pela banda.
As faixas 1, 2, 3 e 6 estão igualmente no seu primeiro álbum de estúdio Snuff the Punk, embora não sendo a mesma versão.

## Faixas
1. "Snuff the Punk"
2. "Can You Feel It?"
3. "Three in the Power of One"
4. "Give Me An Answer"
5. "P.O.D. Chant"
6. "Let the Music Do the Talking"
7. "The Author and Destroyer"
8. "Tears of Blood"
9. "P.O.D." theme song
10. "Dedication"